# Lamprosiella eborella
Lamprosiella eborella là một loài bướm đêm thuộc phân họ Arctiinae, họ Erebidae.